# علی‌اکبر نقی‌پور
علی‌اکبر نقی‌پور(زادۀ ۱۳۱۵ در اسلام آباد غرب - درگذشتۀ ۱۳۹۲ در تهران)، پزشک، پژوهشگر تاریخ، نویسنده و عضو کردتبار جبهه ملی ایران است.

## زندگی
علی‌اکبر نقی‌پور در سال ۱۳۱۵ در روستای برف‌آباد علیا در نزدیکی اسلام آباد غرب به دنیا آمد. پس از دریافت دیپلم در کرمانشاه، به دانشگاه تبریز رفت و در آنجا در رشته پزشکی به تحصیل پرداخته و پزشک عمومی شد. سپس در سال ۱۳۵۱ به ادامه تحصیل در رشته جراحی عمومی پرداخت و در نهایت در زمینه سوختگی و جراحی ترمیمی تحصیلات خود را تکمیل نمود. وی همزمان به فعالیت در زمینه ادبیات فارسی نیز می پرداخت. نخستین اثر وی در زمینه ادبیات در سال ۱۳۵۲ با عنوان «نوآوری در شعر معاصر فارسی(بحثی در تحول شعر فارسی از کهن سرائی به نوگوئی)» در مشهد چاپ شد. نقی‌پور در تاریخ ۲۹ مهر ۱۳۹۲ در تهران درگذشت و بنا به وصیتش در زادگاهش روستای برف‌آباد علیا به خاک سپرده شد.

## فعالیت سیاسی
نقی‌پور به فعالیت در زمینه سیاست نیز پرداخته است. وی از اعضای جبهه ملی ایران به شمار می آید و در پلنوم الله‌یار صالح در سال ۱۳۸۲ شرکت داشت. وی همچنین عضو جبهه متحد کرد بود که در سال ۱۳۸۴ در تهران توسط گروهی از فعالان سیاسی کرد ایران تشکیل شد.

## آثار

### داستان و رمان
- آخ‍ری‍ن ک‍وچ ، ت‍ه‍ران: م‍وس‍س‍ه ف‍ره‍ن‍گ‍ی ان‍ت‍ش‍ارات‍ی ن‍ون و ال‍ق‍ل‍م، ۱۳۷۷ ؛ چاپ دوم، تهران: پازی‌تیگر، ۱۳۸۵.
- ق‍ص‍ه‌ی خ‍ورش‍ی‍د اس‍ی‍ر ، ت‍ه‍ران: ه‍م‍ه، ۱۳۸۱.
- ق‍ص‍ه‌ی دی‍و دروغ‍ه ، [ت‍ه‍ران].
- کدخدا را ببین، ده را بچاپ ، [بی جا]: همگام، ۱۳۵۷.
- نادرویش ، تهران: آبا، ۱۳۸۵.

### نقد ادبی
- رآل‍ی‍س‍م و ت‍ک‍ام‍ل ت‍اری‍خ‍ی آن ،(س‍اچ‍ک‍وف، ب‍اری‍س ل‍ئ‍ون‍ت‍ی‍وی‍چ)؛ ت‍رج‍م‍ه و ض‍م‍ی‍م‍ه‌ن‍وی‍س‍ی از ع‍ل‍ی‌اک‍ب‍ر ن‍ق‍ی‌پ‍ور، [بی‌جا: بی‌نا، ۱۳۵۲](مشهد، طوس(چاپخانه).
- ف‍رم‍ال‍ی‍س‍م در س‍ی‍ر ت‍ک‍ام‍ل ج‍ام‍ع‍ه، [ت‍ه‍ران].
- نوآوری در شعر معاصر فارسی، مشهد: [بی نا]، ۱۳.(چاپخانه طوس)
- ه‍ش‍ت ک‍ت‍اب در ی‍ک ک‍ت‍اب: ن‍ق‍دی ب‍ر ه‍ش‍ت ک‍ت‍اب س‍ه‍راب س‍پ‍ه‍ری، ت‍ه‍ران: آب‍ا، ۱۳۸۳.

### پژوهش تاریخی
- ب‍ش‍ری‍ت و ت‍ه‍دی‍د گ‍رس‍ن‍گ‍ی ، ناشر مؤلف، ۱۳۶۶.
- ت‍اج‍ی ب‍ر ت‍ارک ت‍اری‍خ م‍ع‍اص‍ر: ت‍ح‍ل‍ی‍ل‍ی از ج‍ری‍ان م‍ل‍ی ش‍دن ن‍ف‍ت و ۲۸ م‍اه ح‍ک‍وم‍ت م‍ردم‍ی دک‍ت‍ر م‍ص‍دق ، ت‍ه‍ران: ای‍ران‍م‍ه‍ر، چاپ دوم ۱۳۸۹.
- ع‍ق‍اب ق‍ل‍ه‌ه‍ای ک‍ل‍ی‍ب‍ر: ب‍اب‍ک خ‍رم‌دی‍ن، ت‍ه‍ران: ه‍م‍ه، ۱۳۸۲.
- ی‍ارم‍ح‍م‍دخ‍ان ک‍رم‍ان‍ش‍اه‍ی (س‍ردار م‍ش‍روطه)، ناشر مؤلف ، ۱۳۶۹ ؛ چاپ دوم، ت‍ه‍ران: ب‍ی‍ان آزادی، ۱۳۸۰ ؛ چاپ سوم، تهران: پازی‌تیگر: آنزان، ۱۳۸۶.

### پژوهش فولکلور
- ترانه‌های کردی (کلهر)، پیشگفتار و پیشنهاد الفبا برای ثبت گویش کردی کلهر انتخاب و تنظیم ترانه‌ها، آوانگاری و برگردان به فارسی به صورت زیرنویس از علی‌اکبر نقی‌پور ، تهران: پازی‌تیگر: آنزان، ۱۳۸۶.
- گ‍ل‍ه‍ای زاگ‍رس: ت‍ران‍ه‌ه‍ای ک‍ردی ک‍ل‍ه‍ری، ان‍ت‍خ‍اب و آوان‍وی‍س‍ی لات‍ی‍ن، ت‍رج‍م‍ه ف‍ارس‍ی، واژه‌ن‍ام‍ه، ش‍رح و زی‍رن‍وی‍س‍ی ب‍ه ک‍وش‍ش ع‍ل‍ی اک‍ب‍ر ن‍ق‍ی پ‍ور، ت‍ه‍ران : پ‍رس‍م‍ان ، ۱۳۸۴.

### تصحیح
- ف‍ردوس‍ی، اب‍وال‍ق‍اس‍م، شاهنامه حکیم ابوالقاسم فردوسی‌توسی: گزینش واژگان و بیت‌ها، گزینش بیت‌های افزوده، برابرنگاری واژگان، گشودن رمز و رازها به کوشش علی‌اکبر نقی‌پور، تهران : آنزان ، ۱۳۸۷.

### پزشکی
- ک‍م‍ک‌ه‍ای اول‍ی‍ه: دان‍س‍ت‍ن‍ی‌ه‍ای پ‍زش‍ک‍ی ب‍رای ه‍م‍ه ف‍وری‍ت‍ه‍ای پ‍زش‍ک‍ی ، ت‍ه‍ران: آب‍ا، ۱۳۸۳.